# Ahmad ibn Fadlan
Ahmad ibn Fadlan ibn al-Abbas ibn Raszid ibn Hammad (arab. أحمد إبن فضلان إبن ألعباس إبن راشد إبن حماد) – arabski pisarz i podróżnik z X wieku. Znany przede wszystkim ze swojego sprawozdania z poselstwa w imieniu abbasydzkiego kalifa Al-Muktadira do wodza Bułgarów Wołżańskich.
Ibn Fadlan spisał swoje relacje z podróży, Risala (arab. رساله) po powrocie do Bagdadu. Zawierają one m.in. bardzo cenne pod względem etnograficzno-religioznawczym opisy rytuału pogrzebowego ruskich pogan, w tym palenia zwłok zmarłego i zwierząt i składania prochów wraz z wyposażeniem na tamten świat w kurhan, a także pogrzebu na łodzi.

## Trasa podróży
Ibn Fadlan wyruszył 21 czerwca 921 roku z Bagdadu i 11 maja 922 roku dotarł na dwór bułgarski. Z Bagdadu skierował się na wschód, chcąc przez ziemie muzułmańskie objechać Morze Kaspijskie od wschodu i dopiero potem ruszyć na północ. Przemierzył północną Persję, mijając kolejno Nahrawan, Holwan, Hamadan, Sawe, Rej, Semnan, Damghan, Niszapur i Sarachs. Następnie odwiedził transoksańskie miasta Marw, Bucharę i Chorezm, by przez Köneürgenç pojechać na północ na tereny zamieszkałe przez ludność słowiańską. Dotarł do Protobułgarów Wołżańskich, po czym ruszył na południe z powrotem do Bagdadu.

## Zachowane fragmenty

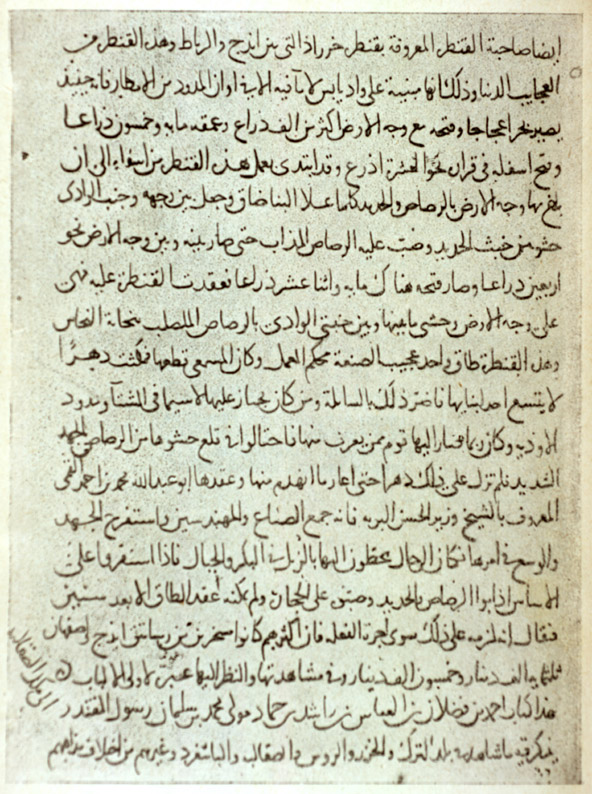
Rękopis kroniki Ibn Fadlana z XIII w.

Przez długi czas znano jedynie niewielką część pracy przekazaną w słowniku geograficznym Jakuta ibn Abd Allaha al-Hamawiego (pod tytułami Itil, Baszkirzy, Protobułgarzy, Chazarowie, Chorezm, Ruś Kijowska), opublikowanym w 1823 roku przez Fraehna. Dopiero w 1923 roku manuskrypt odkrył turecki uczony baszkirskiego pochodzenia Zeki Walidi Tuhan w bibliotece w Sanktuarium Imama Rezy w irańskim Meszhedzie. Rękopis MS 5229 datuje się na XIII wiek (VII wiek od hidżry) i składa z 420 stron (210 kart) (zobacz karta na zdjęciu).

## Tłumaczenia
W 1937 roku rząd Iranu ofiarował fotokopię rękopisu Akademii Nauk ZSRR. Na nim rosyjski orientalista, historyk i arabista Andriej Kowalewskij oparł swój przekład, który ukazał się w 1939 roku pod redakcją rosyjskiego arabisty i naukowca Ignatija Kraczkowskiego (wznowienie 1956).
Również w 1939 roku wyszło niemieckie tłumaczenie dokonane przez odkrywcę rękopisu Tuhana.

## Literatura i film
W 1976 roku ukazała się powieść amerykańskiego pisarza Michaela Crichtona czerpiąca z relacji z podróży Ibn Fadlana Eaters of the Dead (Zjadacze umarłych). Pierwsze trzy rozdziały rzeczywiście czerpią z relacji Ibn Fadlana. Jednak dalsza część książki, to już opis fikcyjnej podróży do wikingów. Autor dla zachowania jednolitego stylu utrzymuje treść w konwencji relacji Ibn Fadlana i prezentuje jako przekład z oryginalnego rękopisu, wplata ponadto w tę zmyśloną część elementy sagi o Beowulfie.
W 1999 powstał film przygodowy na podstawie powieści Michaela Crichtona, a zatem nawiązujący do wyprawy Ahmada ibn Fadlana, zatytułowany Trzynasty wojownik w reżyserii Johna McTiernana. Główny bohater nosi imię tego arabskiego podróżnika.